# Bramson ORT College
Le Bramson ORT College est un undergraduate college de la ville de New York géré à la fois par l'ORT America et de l'US ORT Operations. Les trois entités sont affiliées a l'ORT, organisation non gouvernementale juive qui se bat pour apporter l'autosuffisance aux étudiants à travers une éducation technique et un enseignement professionnel. Le Bramson ORT College a ouvert ses portes en 1977 à Manhattan sur la 23e rue pour proposer une éducation post-secondaire de qualité et pour satisfaire aux exigences de formation et de carrière de la communauté new-yorkaise. Le principal campus est situé dans le quartier de Forest Hills dans le Queens, et l'établissement possède également une antenne à Brooklyn.